# The Ramainz
I The Ramainz erano una band punk tributo ai Ramones. La formazione comprendeva alcuni ex-membri dei Ramones, come Dee Dee, Marky e C.J. ed anche la moglie di Dee Dee, Barbara Zampini (soprannominata Barbara Ramone).
Sono stati descritti come una band con alte credenziali nel poter seguire le orme dei Ramones.

## Storia del gruppo
La band si forma a New York nel 1996.
I primi concerti vennero tenuti nelle vicinanze di New York tra il 1996 ed il 1997 con Dee Dee alla voce e alla  chitarra, C.J. al basso, Marky alla batteria.  Durante il 1997 C.J. lascia la band e viene sostituito dalla moglie di Dee Dee, Barbara Zampini (Barbara Ramone).
Successivamente anche Ben Trokan dei Marky Ramone and the Intruders si aggiunse al gruppo, suonando la chitarra.
Durante il 1999 il gruppo decise di cambiare nome in The Ramainz perché esisteva una band che aveva un nome simile (Barry & the Remains), questo per evitare possibili problemi.
Sempre nel 1999 hanno pubblicato un album live, Live in N.Y.C..
Si sono sciolti nel 2002 con la morte di Dee Dee Ramone.

## Formazione
- Dee Dee Ramone - voce e chitarra (1996 - 2002)
- Barbara Zampini (Barbara Ramone) - basso e voce (1997 - 2002)
- Marky Ramone - batteria (1996 - 2002)
- C.J. Ramone - basso e voce d'accompagnamento (1996 - 1997)
- Ben Trokan (Marky Ramone and the Intruders) - chitarra (1997 - 2002)
- Jerry Only (Misfits) - basso e voce d'accompagnamento (31/12/1997)

## Discografia

### Album in studio
- 1999 - Live in N.Y.C.